# Edward Lu
Edward Tsang Lu (Webster, 1 de julho de 1963) é um ex-astronauta norte-americano de ascendência chinesa.
Formado em engenharia elétrica pela Universidade Cornell e com um doutorado em física aplicada pela Universidade de Stanford, Lu é um especialista em física solar e fez um trabalho de pós-graduação no Instituto de Astronomia de Honolulu, no Havaí, antes de ser selecionado para o corpo de astronautas da NASA em 1994.
Em 1997, ele foi ao espaço pela primeira vez como especialista de missão da nave Atlantis na STS-84 do ônibus espacial, uma missão à estação orbital Mir, parte do programa espacial conjunto Mir-NASA, retornando em 2000 na STS-106, uma missão da Atlantis à Estação Espacial Internacional, na qual ele realizou seis horas de atividades extraveiculares no trabalho de montagem da estação.
Em abril de 2003, ele voltou pela terceira vez ao espaço como integrante da Expedição 7 à ISS, passando182 dias em órbita, junto com o cosmonauta russo Yuri Malenchenko.
Em agosto de 2007, o Dr. Lu retirou-se da NASA para trabalhar no Google.